# Animal Instinct
Animal Instinct é uma canção da banda irlandesa The Cranberries. É o segundo single ao quarto álbum de estúdio do grupo, Bury the Hatchet, lançado em 1999. O tema da música é maternidade. Em 2017, foi lançada como uma versão acústica e despojada no álbum Something Else da banda.

## Faixas
1. Animal Instinct – 3:31
2. Paparazzi on Mopeds – 4:32
3. Ode to my Family (Ao vivo) – 4:30

## Paradas
| Parada (1999)                         | Melhor colocação |
| ------------------------------------- | ---------------- |
| Itália                                | 34               |
| Alemanha (Offizielle Deutsche Charts) | 72               |
| França (SNEP)                         | 55               |
| Países Baixos (Single Top 100)        | 79               |
| Polônia (LP3)                         | 1                |
| Reino Unido (UK Singles Chart)        | 54               |